# Fonte da Saudade
Fonte da Saudade é um filme brasileiro de 1986, dirigido por Marco Altberg. É dividido em três episódios que tratam da lembrança paterna por parte de filhas.

## Elenco[1]
- Lucélia Santos ...Bárbara/Alba/Guida
- Xuxa Lopes ...Sílvia
- José Wilker ...Vasco
- Norma Bengell ...Mãe
- Cláudio Marzo ...Mauro
- Maria Alves ...Empregada
- Paulo Betti ...Vicente
- Daniel Dantas ...dr. João Batista
- Chico Díaz ...técnico das Fontes
- Thales Pan Chacon ...Pai
- Andréa Dantas ...Mãe
- Tereza Mascarenhas ...Mãe na praça

## Prêmios
- Melhor Diretor (Marco Altberg) em 1986 no FestRio e Melhor Música (Tom Jobim) no Festival de Gramado de 1987.

1. ↑  «Fonte da Saudade». Cinemateca Brasileira. Consultado em 25 de junho de 2021